# Malastare
A Malastare a Csillagok háborúja elképzelt univerzumának egyik bolygója.
Itt tartottak először fogathajtóversenyeket (az eredetiben: „podracing”), olyan híres versenyeket, mint a „Phoebos Memorial Run” és a „Vinta Harvest Classic”.

## Leírása
Felszíne változatos, találhatók rajta forró, homokos, sziklás sivatagok, erdők, metántavak és sarki területek is.

## Élővilága
A dagok a Malastare egyetlen értelmes bennszülött faja.

## Történelme
|  | Alább a cselekmény részletei következnek! |

Malastare 8000 BBY-ban lett a Köztársaság tagja. 500 éven belül gran kolonizálók érkeztek, és idővel létszámuk meghaladta az őslakos dugok számát. A két faj több háborút is vívott egymással, amit a granok minden esetben megnyertek, és ennek következtében a dugokat szolgai sorban tartották. A Szenátusban kizárólag gran politikusok képviselték a bolygót, és az általuk 1000 BBY körül beterjesztett törvény az összes munkanélküli dugot a bolygó fejletlen nyugati kontinensére helyezte át. A dugok egy csoportja emiatt elhagyta a bolygót, és néhány sikertelen háborút folytatott a ZeHethbra ellen.
A Klónháborúk alatt Aks Moe és Ask Aak, Malastare gran szenátorai Palpatine legfelsőbb kancellár tanácsadói voltak. Lojalitásuk keveset nyomott a latban a Birodalom megerősödése után, amikor a Malastare egy ember kormányzóságával az eriadui Moff Wilhuff Tarkin felügyelete alá került.
A Yuuzhan Vongok meghódították a bolygót a Mag felé tartó előrenyomulásuk során, de megkímélték az infrastruktúrát, mert a bolygó körül találkozási pontot akartak létesíteni hadihajóik számára.

## Megjelenése a filmekben
A Baljós árnyak és  A klónok támadása című filmekben említést tesznek róla, maga a bolygó nem jelenik meg.

## Megjelenése videojátékokban
Star Wars: Episode I Racer, Star Wars: Bounty Hunter, Star Wars: Republic: Emissaries to Malastare

## Fordítás
- Ez a szócikk részben vagy egészben  a   Malastare#Malastare című angol Wikipédia-szócikk fordításán alapul.  Az eredeti cikk szerkesztőit annak laptörténete sorolja fel. Ez a jelzés csupán a megfogalmazás eredetét és a szerzői jogokat jelzi, nem szolgál a cikkben szereplő információk forrásmegjelöléseként.